# 梅賽德斯-賓士
梅賽德斯-賓士（根據地區與時期的不同分別有賓士、奔馳、平治、马赛地、朋馳等多種中文簡稱），是一家以豪華和高性能著稱的德國汽車品牌，總部設於德國斯图加特。旗下產品有各式乘用車、中大型商用車輛。目前梅賽德斯-賓士是梅賽德斯-賓士集團旗下的子公司之一。
初期主要以1886年推出的梅賽德斯-賓士S系列為主，目前其为梅賽德斯-賓士轎車中軸距最長的車，主要競爭對手為BMW 7系列、捷豹XJ、凌志LS及奧迪A8；第二次世界大戰結束後（1947年）推出了梅賽德斯-賓士E系列，其主要競爭對手為BMW 5系列、奧迪A6及捷豹XF，其中的E為德語的「Einspritzung（意為噴射）」，原本指引擎採用效率較好的燃料噴射系統而非化油器，燃料噴射引擎普遍後改為代表主管（Executive）的首字母；冷戰時期推出了梅賽德斯-賓士C系列，其主要競爭對手為積架XE、BMW 3系列、凌志IS及奧迪A4。

## 歷史

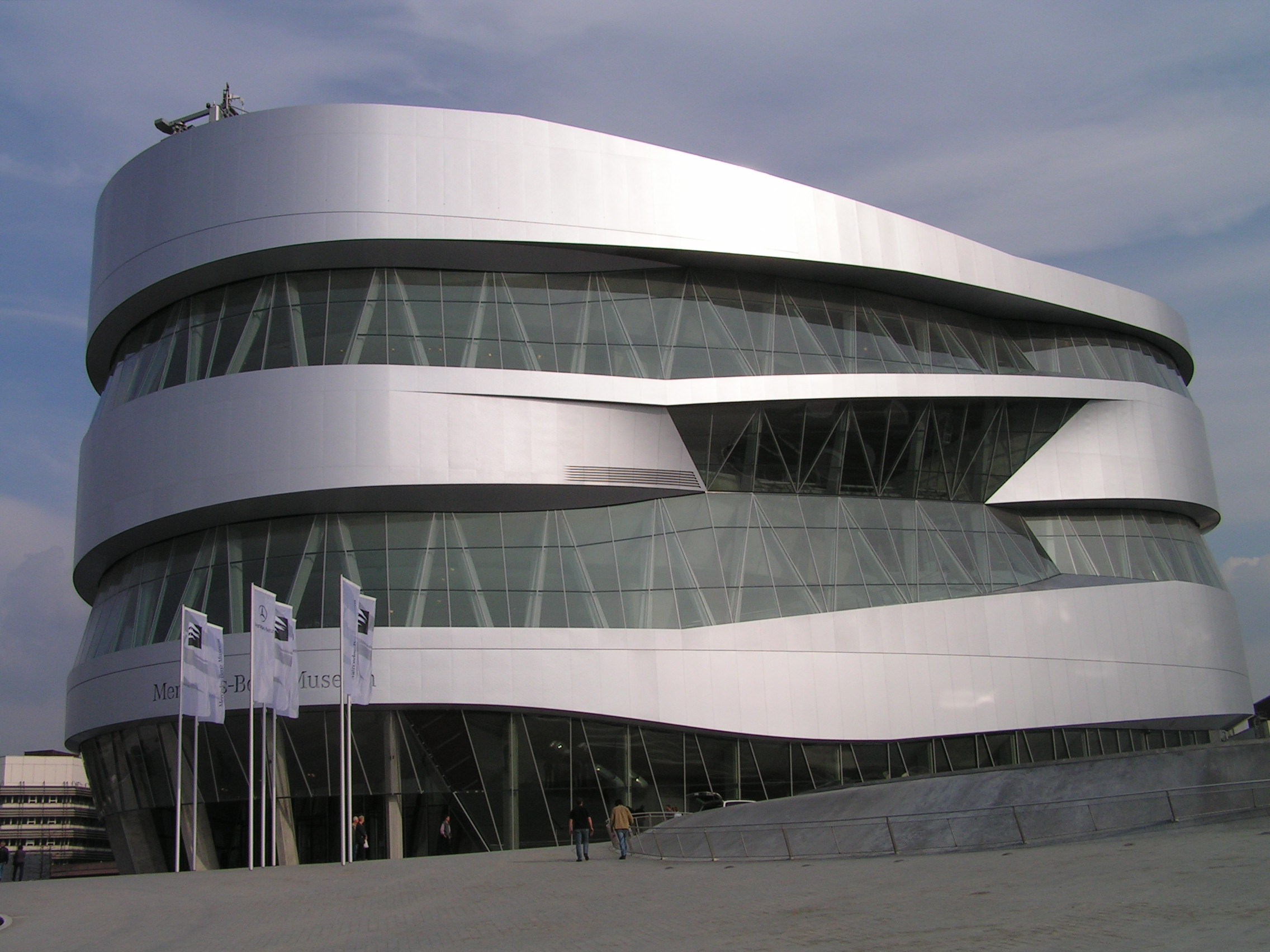
位於德國總部的Mercedes-Benz博物館

### 廠名沿革

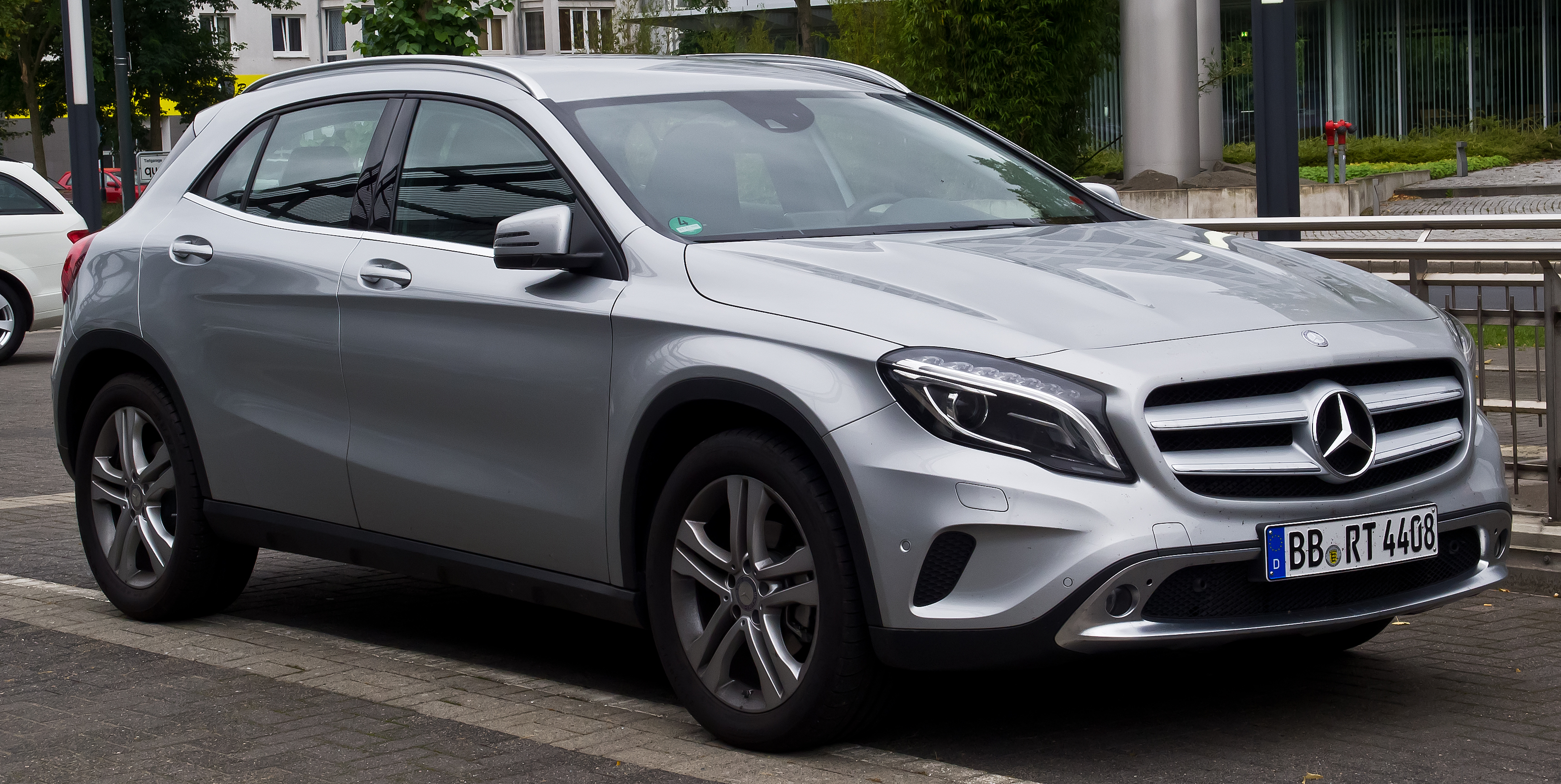
GLA 200 CDI

梅賽德斯-賓士品牌的創始人是戈特利布·戴姆勒和卡尔·本茨這兩位德國出身的工程師，但這兩個人在世時並未實際見面過。相反的，他們分別創立的車廠在當時是互相競爭的對手。1880年，高轉速引擎的概念被發展出來後，歐洲地區的汽車製造廠如雨後春筍般大量開設。1885年，卡爾·賓士在當時巴登大公國的曼海姆創立了Benz & Cie.車廠。

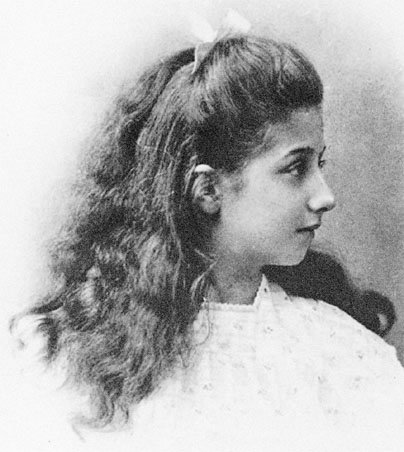
Mercedes，Emil Jellinek十歲大的女兒

1890年，高特里·戴姆勒也在符腾堡王國境內的康斯塔特（Cannstatt，今日斯圖加特市一部分）創立了戴姆勒发动机公司（Daimler-Motoren-Gesellschaft，簡稱DMG），而真正創造Mercedes這品牌名稱的人，是一位奧地利商人埃米爾·耶里內克（Emil Jellinek）。Mercedes這品牌名其實是來自他的女兒Mercédès的名字，這名字原本是一個西班牙文裡稱呼女孩子用的名字，意指「優雅」，但因為當時歐洲普遍流行與法國有關的事物，因此反而是以法文的方式發音。耶里內克原本只是一位DMG汽車的忠實愛用者，他洞悉了剛萌芽的汽車工業無可限量的前景。於是從1898年開始，利用自己在國際金融界的人面與豐富的資金，開始替DMG銷售汽車。除此之外他也曾駕駛著DMG的汽車參加了在法國尼斯附近舉辦的賽車活動，在賽場上他有個綽號叫「梅赫西迪先生」（Monsieur Mercédès），漸漸的，Mercedes這名字變成DMG汽車的暱稱。

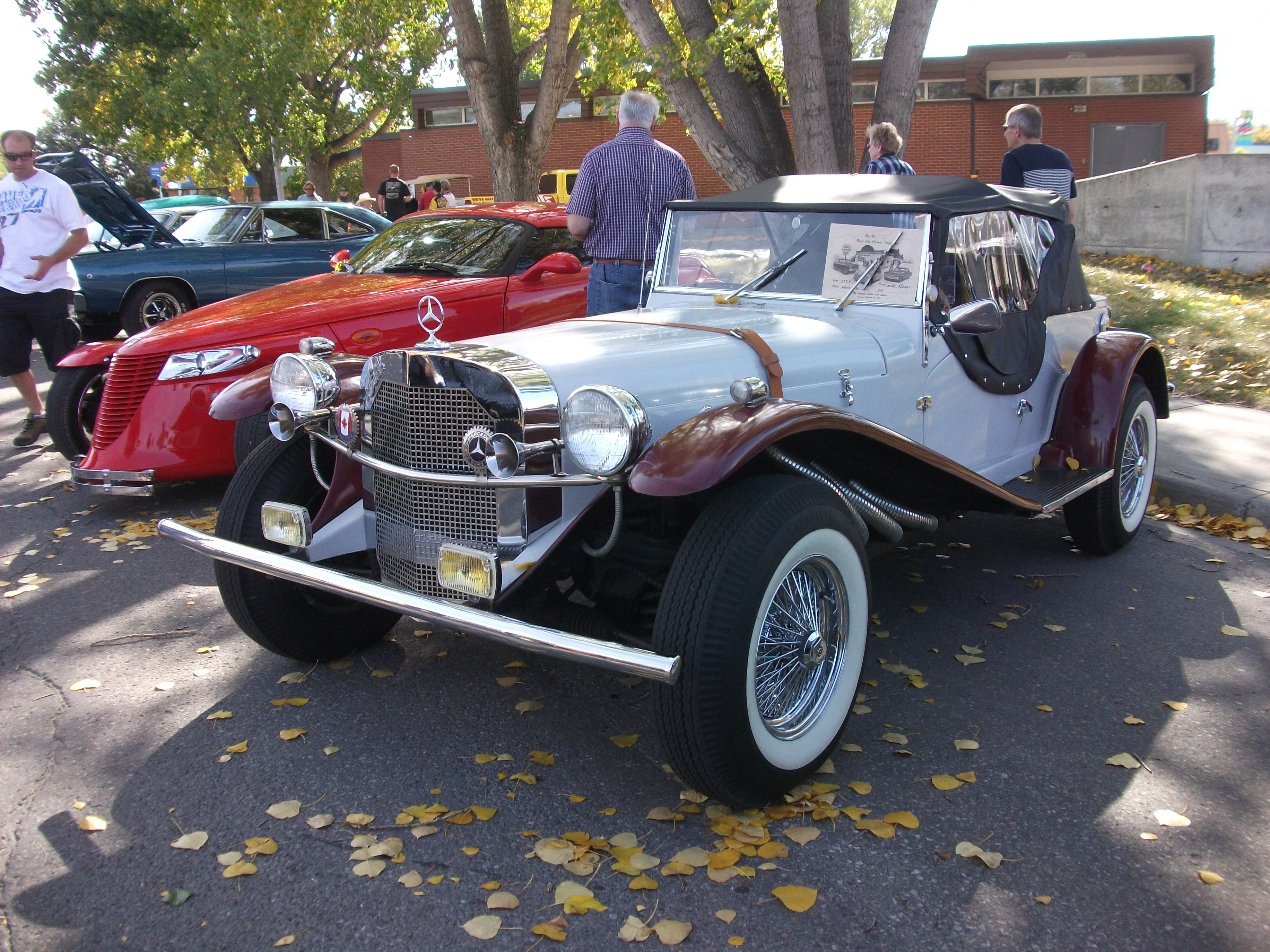
1914年梅赛德斯-奔驰28/95匹马力

1900年4月，耶里內克與DMG達成一個協議，將原本只是暱稱的「Mercedes」正式用來作為新產品的品牌，而搭載的新引擎則用「Daimler-Mercedes」的名稱。1900年12月22日，第一輛懸掛Mercedes品牌的新車問世。這輛35匹馬力的賽車是出自另外一位德國汽車工業界的重要人物，威廉·梅巴赫之手，當時他是DMG的首席工程師。新車款的登場帶給汽車產業非常大的震撼，例如它那劃時代的低重心衝壓製造鋼質車架，輕量化高輸出的引擎與蜂巢格狀的水箱。這輛Mercedes車的優異表現使得耶里內克手上拿到的訂單，很快地就超過了DMG的產能上限。1902年6月23日，「Mercedes」這名字被正式放在該品牌的商標上，同年9月26日正式註冊成功。有趣的是，耶里內克在1903年中時申請更改自己的名字，稱呼自己為Jellinek-Mercedes，他可能是歷史上少數以女兒的名字為名的人物之一。
第一次世界大戰後的急速通貨膨脹，造成許多奢侈品產業、例如汽車廠在銷售上的困難，這導致整個產業界的萎縮。雖然在這樣的狀況下一些財務狀況健全、產品強度不錯的車廠仍能度過難關，但難免還是常見到一些如企業合併之類的商業手段被使用。1924年，DMG跟Benz & Cie.合併，企圖以生產設計標準化、共同使用銷售與廣告通路的方式，來提升競爭力。不過該廠在剛合併的前兩年，是以共同管銷的方式銷售兩個不同品牌的車子，直到1926年6月28日兩品牌正式合併，新公司改名為Daimler-Benz AG（戴姆勒-賓士），而產品的品牌則改為今天大家所見到的Mercedes-Benz。

### 商標沿革
雖然DMG車廠已經營運了好幾十年，Mercedes也成為知名的汽車品牌，但是一直到1909年為止，DMG都從未擁有過屬於自己的商標。在老戴姆勒過世、車廠的營運由他的兩個兒子保羅·戴姆勒（Paul Daimler）與阿道夫·戴姆勒（Adolf Daimler）接手後，他們想起父親曾在1872年至1881年、在另一家著名德國燃氣渦輪引擎製造廠道依茨擔任技術總監的期間，在一張寄回家中的明信片上畫著一個三芒星標誌。他們將這三星標誌的提案送交車廠的董事會並且立刻被接受。
1909年，三芒星正式註冊。1910年，開始出現在毎一輛Mercedes新車的水箱罩上。Mercedes的商標原本有三芒星與四芒星兩種不同的設計，而且也都有註冊，但只有三芒星曾實際被車廠使用在產品上。Mercedes的三芒星象徵了DMG創廠人對於未來全球人類的機動化所抱持的遠見與野心，三個星芒分別代表著陸上、海上與天上之意。
1916年，商標的造型經過修改多出了一個繪有Mercedes品牌名與四個小星的外環，後者是代表當時車廠擁有的幾家工廠。1921年11月，DMG正式申請了圓環內有立體三星標誌這商標設計的著作權，並且在1923年8月時正式成為一個註冊商標。
1926年6月28日，DMG與Benz & Cie.的完全合併，促成了該商標的又一次設計修改，這次的新商標組合了DMG的三星與Benz的桂冠兩個造型元素，商標上的品牌名稱也變成Mercedes與Benz共存。目前該車廠所使用的商標，是以1926年的設計逐漸簡化之後而成的。
除了品質與性能外，賓士造車也很重視安全，其工程師Béla Barényi發展出撞擊潰縮區等多種汽車安全技術，他個人擁有的專利數甚至超過愛迪生的一倍以上。

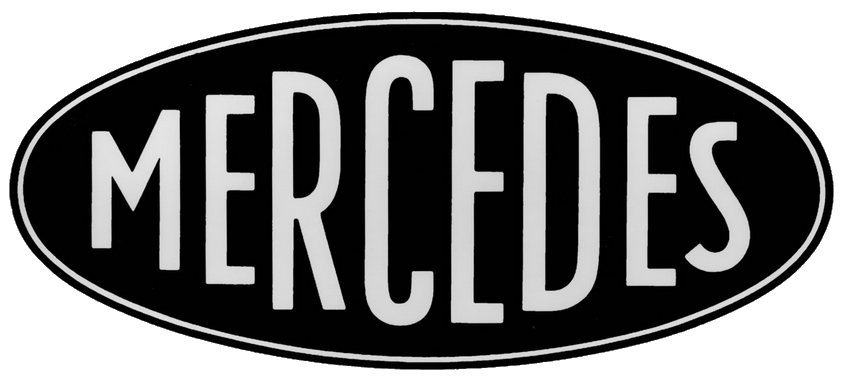
1902
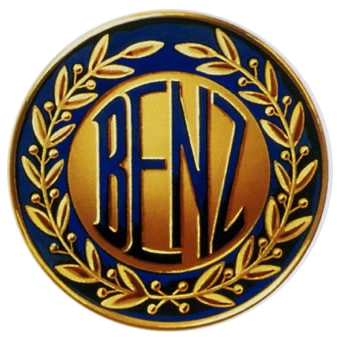
1909
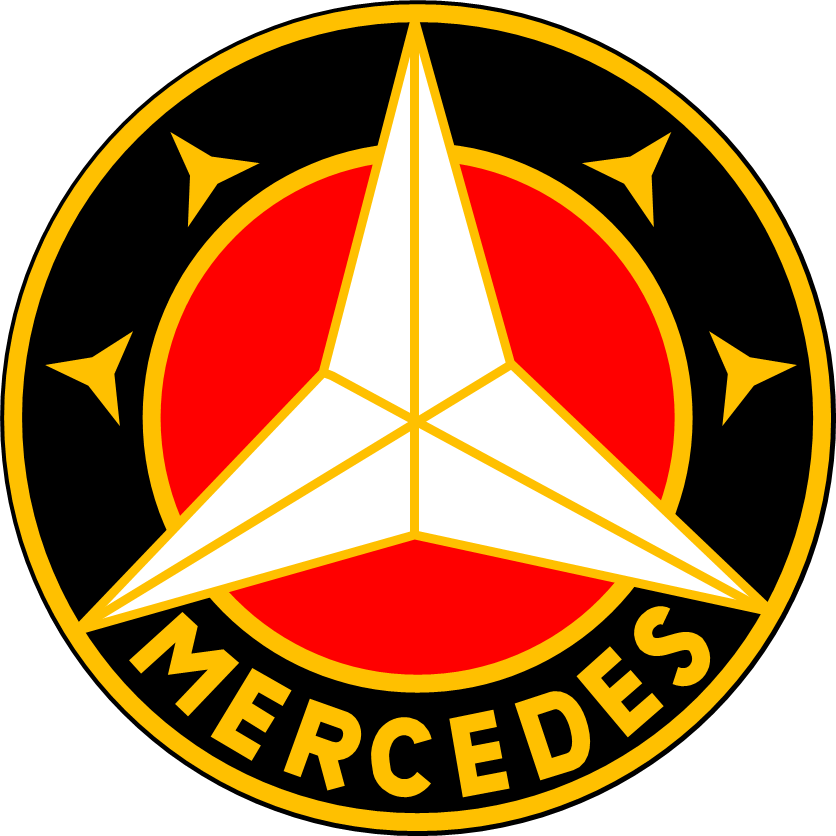
1916
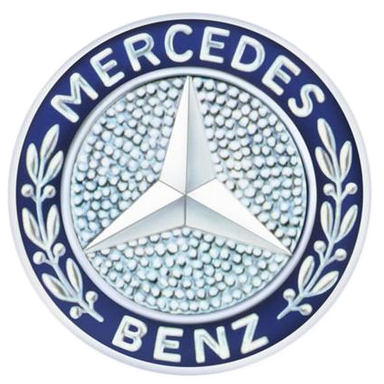
1926
1933
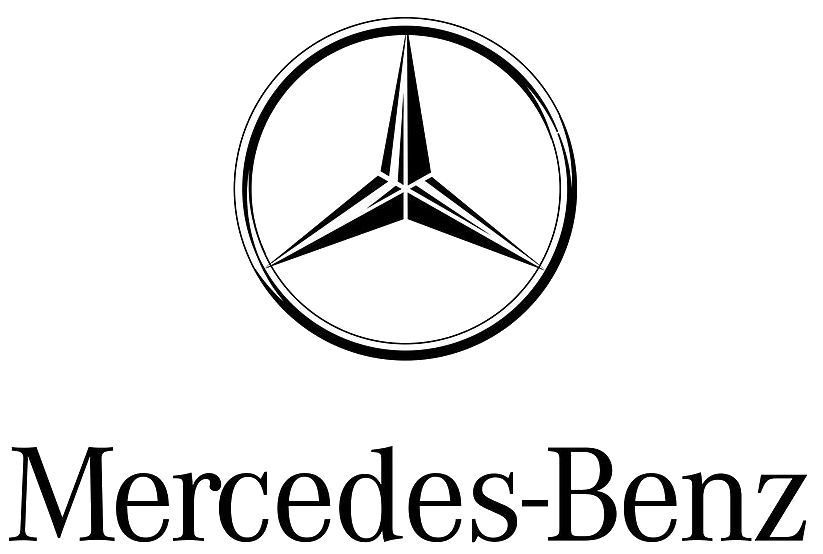
1997
2010
2022

## 現行車系列

### 民用車系
| 系列                                                               | 圖片 | 車體風格 |
| ------------------------------------------------------------------ | ---- | --- |
| A系列                                                              |      | 小型三門&五門前驅掀背車系/四門轎車 |
| B系列                                                              |      | 小型五門MPV系 |
| C系列                                                              |      | 小型主管級房車系，該車系另有油電版、插電油電版，車體可分為： - - 四門房車－短軸W206、長軸（中國版） - 雙門四座轎跑車－硬頂（2008~2011稱為CLC系列）C205、軟頂（敞篷車）A205 - 五門旅行車S206                                                            |
| CLA系列                                                            |      | 小型四門轎跑車系。等級定位在A系列與C系列之間，該車系另有五門獵跑車款。 |
| CLS系列                                                            |      | 中大型四門轎跑車系列，有著雙門跑車般流線造型，該車系另有五門獵跑車款。等級定位在E系列與S系列之間 |
| E系列                                                              |      | 中型豪華主管級房車系，該車系另有油電版與E-Guard防彈車款，依車門數可分為： - - 四門房車－短軸W213、長軸（中國版） - 雙門四座轎跑車－硬頂（1996~2009稱為CLK系列）C238、軟頂（敞篷車）A238 - 五門旅行車S213                                               |

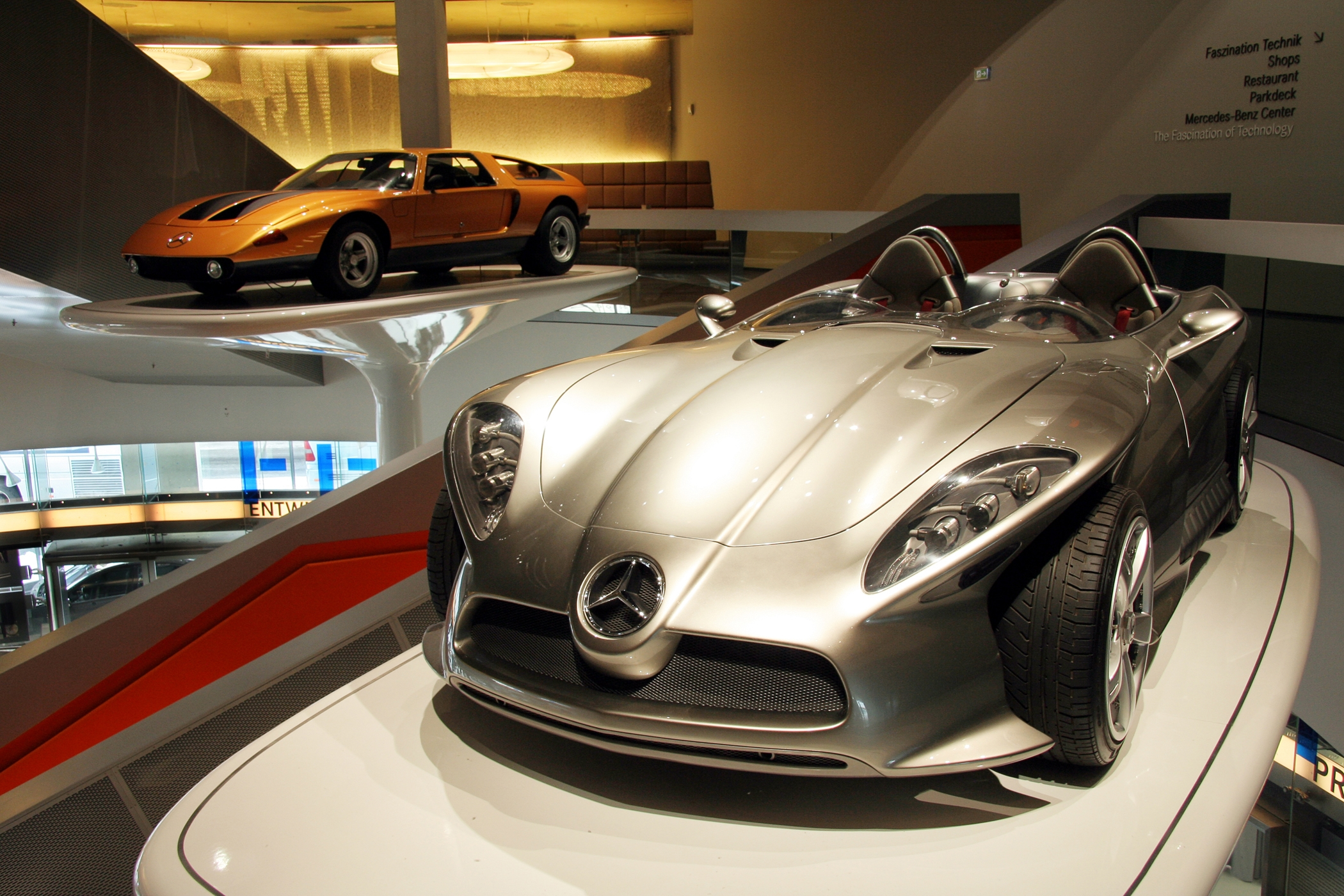
德國斯圖加特的梅賽德斯-賓士博物館中的展示車

| EQ系列                                                             |      | 電動車系，部分是四驅車(例如EQC) |
| G系列                                                              |      | 以軍用車輛民用化的三門及五門越野用車系，該車系另有G-Guard防彈車款。2013年起增設6x6民用版本。 |
| GLA系列                                                            |      | 小型四門前驅運動型休旅車系。 |
| GLB系列                                                            |      | 2019年的新款小型四門前驅運動型休旅車系。 |
| GLC系列                                                            |      | 2014年前稱為GLK系列，小型豪華五門休閒越野用車系，該車系另有GLC Coupe。 |
| GLE系列                                                            |      | 2014年前稱為M系列，中型豪華五門休閒越野用車系。該車系另有油電版、GLE Coupe以及ML-Guard防彈車款。 |
| GLS系列                                                            |      | 2014年前稱為GL系列，大型豪華五門七人座休閒越野用車系。 |
| S系列                                                              |      | 大型豪華房車系，品牌旗艦房車。該車系另有油電版、插電油電版以及Mercedes-Maybach S系列，依車門數可分為： - - 四門房車－短軸W223、長軸V223、加長軸（S600 Pullman Guard防彈車）VV222 - 雙門四座轎跑車－硬頂（1992~2013稱為CL系列）C217、軟頂（敞篷車）A217 |
| SL系列                                                             |      | 大型純雙座輕量化硬頂敞篷跑車系列。 |
| SLC系列                                                            |      | 2014年前稱為SLK系列，以C系列底盤為基礎衍生的小型純雙座硬頂敞篷跑車系列。 |
| V系列                                                              |      | 取代R系列與Viano系列，大型多功能商旅車系列，有七人座、八人座和九人座的設定。 |
| AMG GT                                                             |      | Mercedes-AMG GT是繼超級跑車SLS AMG之後推出的全新純雙座跑車，不過並非SLS AMG後繼車型，其尺碼更為入門緊湊的豪華跑車級距，主要競爭對手為Porsche 911 Turbo。該車另有AMG GT S版本，即加強性能版本。                                                         |
| GT系列：2018年全新推出的四門轎跑車，定位介於CLA系列與CLS系列之間。 |      | |

### 商用車系

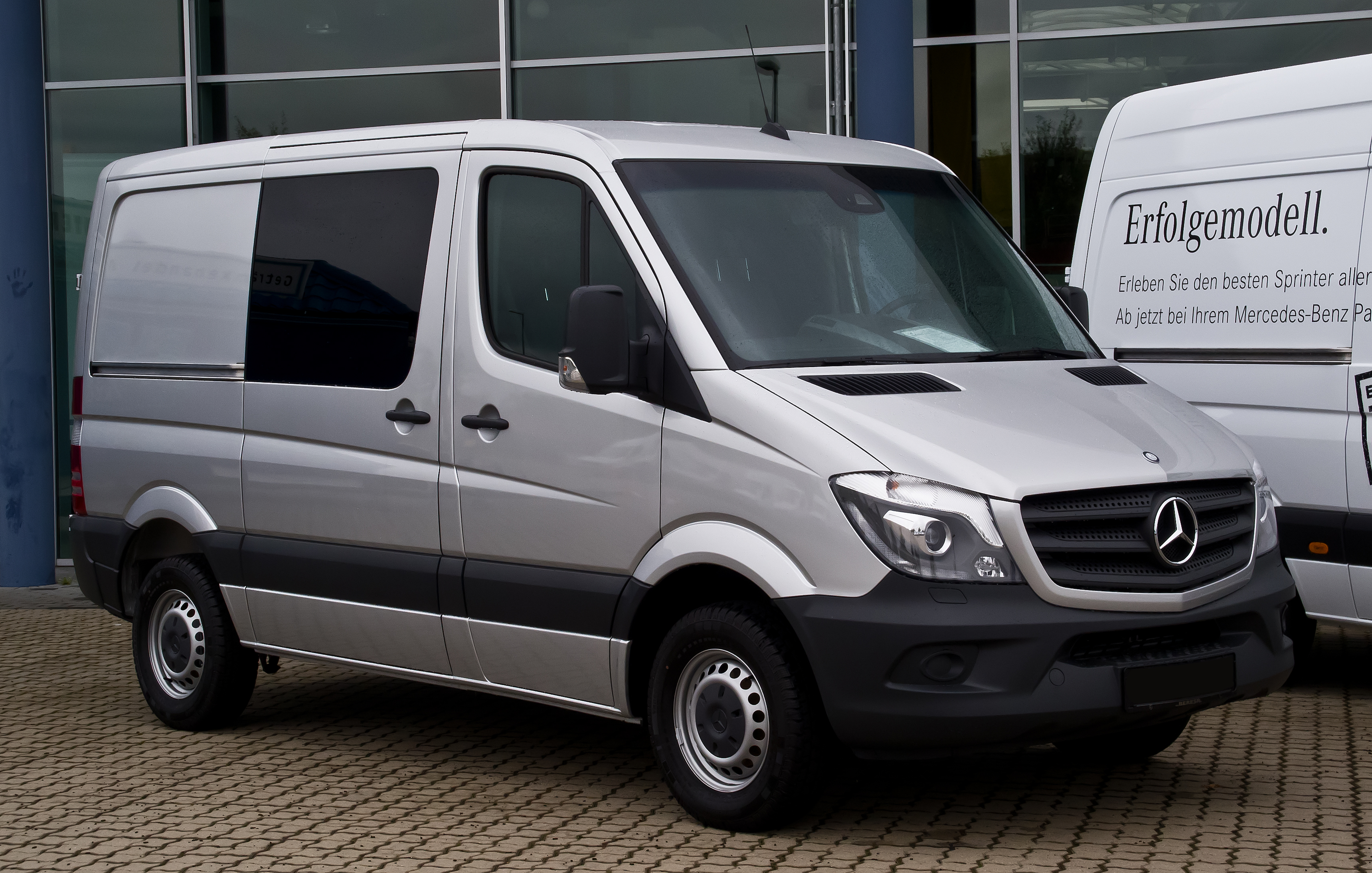
梅賽德斯-賓士Sprinter廂型車

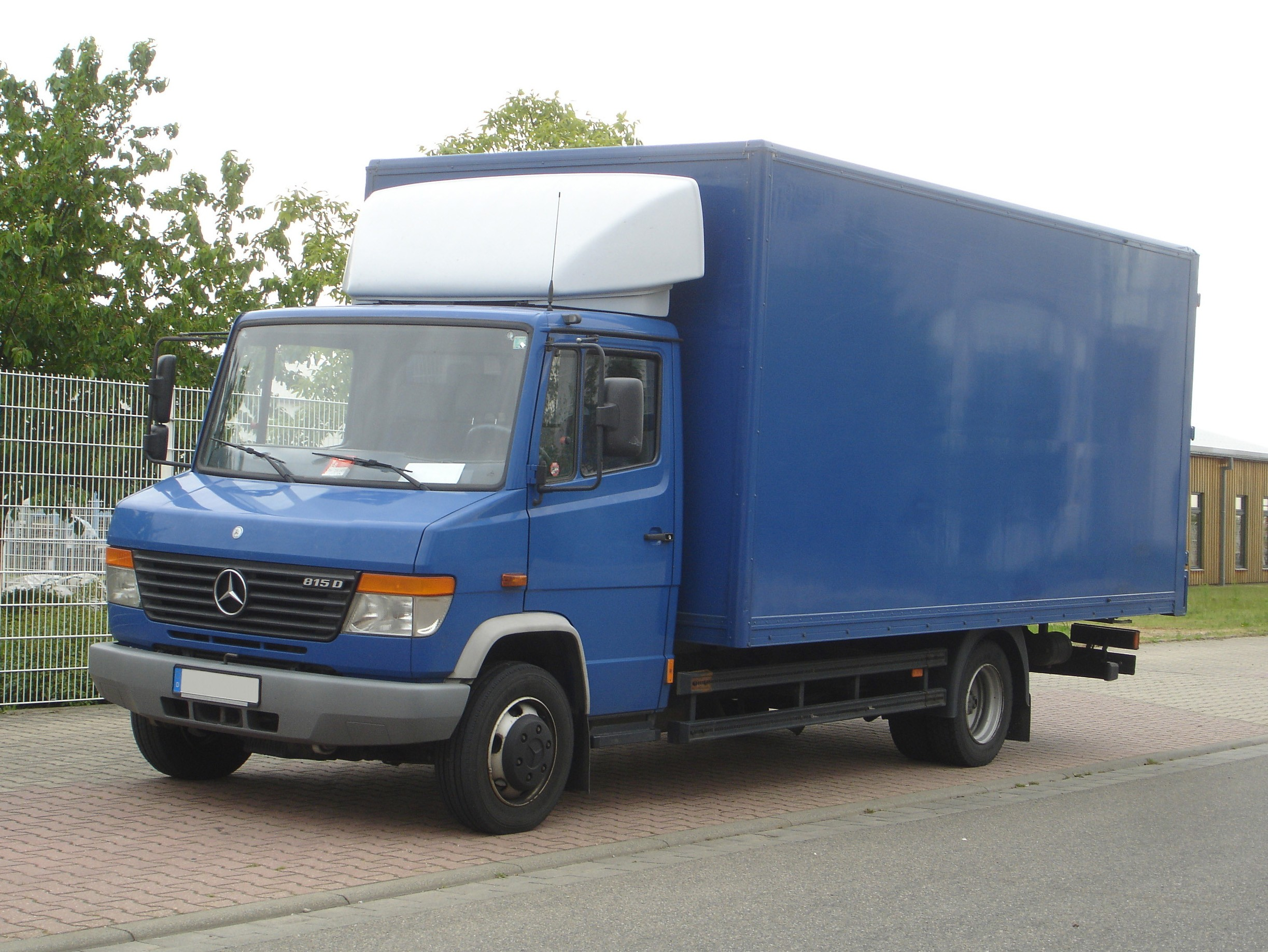
Mercedes-Benz Vario 815D貨車

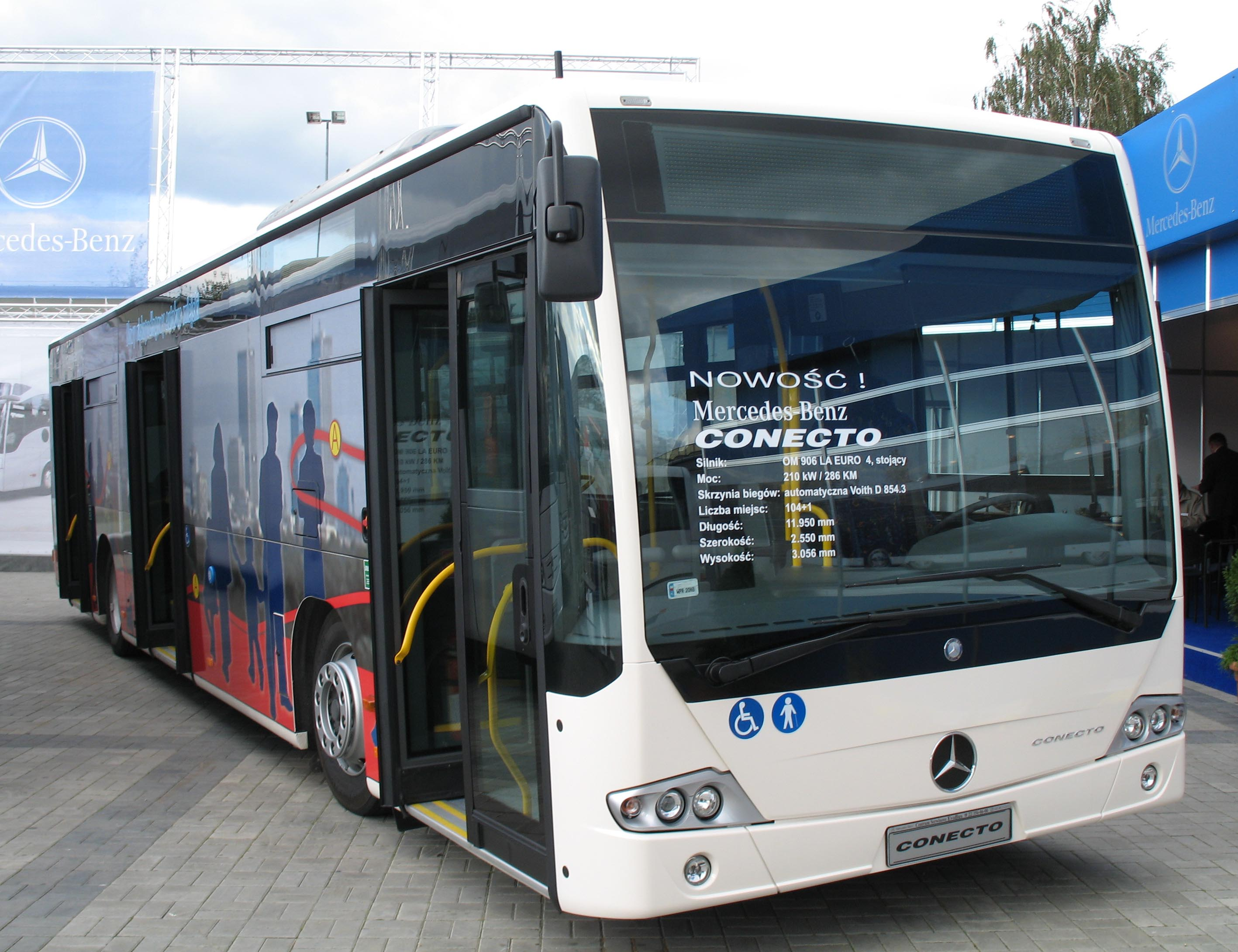
Mercedes-Benz Conecto巴士

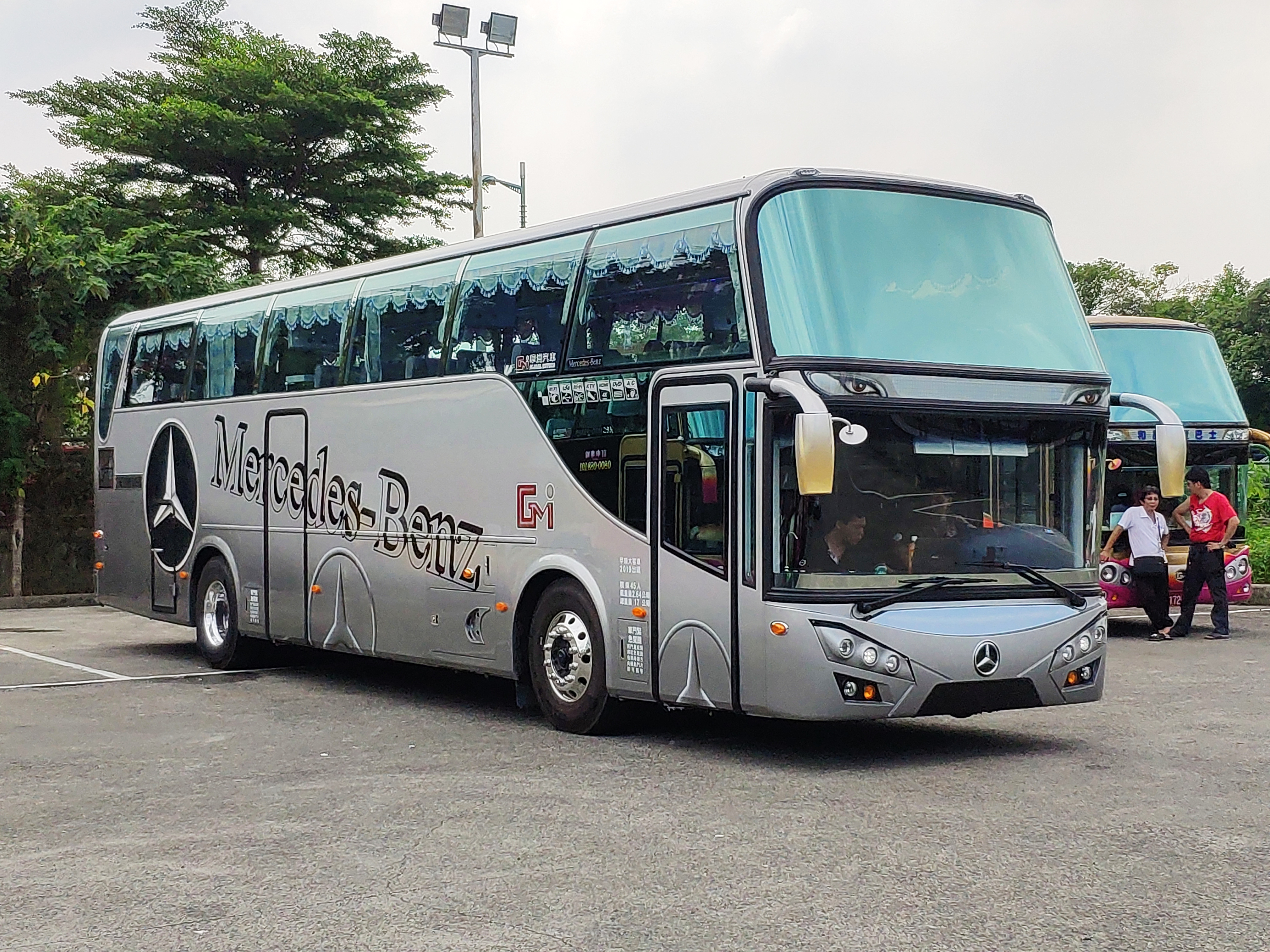
由台灣華洲汽車打造車身的Mercedes-Benz O500大客車

- 卡車／聯結車
  - Econic
  - Axor
  - Atego
  - Actros
- 廂型車
  - Vito
  - Viano
  - Vario
  - Sprinter
- 巴士
  - Travego
  - Tourismo
  - Tourino
  - Minibus
  - Integro
  - Conecto
  - OH
  - OC
  - Citaro
- 特殊用途車輛
  - Unimog（乌尼莫克）

## 著名車款
- 1885：Daimler riding car-世界第一輛機車。
- 1886：奔驰专利电机车1号-世界第一輛汽車。
- 1895：Benz motorized bus-世界第一輛公共汽車。
- 1900：Daimler 35hp-第一輛命名為梅賽德斯的汽車。
- 1909：Blitzen-Benz-世界第一輛極速超過 200km/h的閃電賓士（228.1km/h），記錄保持直至1924年。
- 1928：SSK-經典賽車。
- 1930：770-"Großer Mercedes"，當時最具代表性的豪華車，故稱大梅賽德斯。
- 1934：500 K-"K"代表機械增壓 (Kompressor)，強制進氣提高發動機的輸出功率。
- 1934：W25-"Silver Arrow"，經典第一代銀箭賽車。
- 1936：260 D-世界第一輛柴油車。
- 1936：W125、W125 Rekordwagen-1937年W125奪得Grand Prix大賽冠軍。W125 Rekordwagen則設計了更光滑的車身，並將車輪罩在車身內，降低風阻系數，同時搭載725匹馬力 V12引擎，1938年1月在德國高速公路上，以極速268英里(432.7km/h)，成為當時公路上最速記錄。
- 1938：W195
- 1939：320A-經典雙門跑車，有銀箭跑車之稱。
- 1947：170-二戰結束，梅賽德斯-賓士復工，重建戰前所設計的170，使其在戰前（1936-1939）及戰後（1947-1953）均為世界最暢銷車款。
- 1951：300-"Adenauer Mercedes"，戰後西德首位總理艾德諾所擁有豪華車款。
- 1952：300SL-1952年利曼24小時耐久賽冠軍車款。
- 1953：Ponton-"Ponton" 車型，著名浮橋車體設計，S系列前身。
- 1954：300SL-"Gullwing"，經典鷗翼車門跑車。
- 1954：W196 R-第三代銀箭賽車，搭載2.5升290匹馬力L8引擎，極速305km/h。1954年與1955年13場Gran Prix大賽中獲得10個分站冠軍、2屆車手世界冠軍。
- 1956：190SL-經典SL系列敞篷車的首代車款。
- 1959：Fintail-"Fintail"車型，當時流行魚鰭型汽車尾翼設計，S系列前身。
- 1960：220SE Cabriolet-"Fintail"的雙門敞篷車款。
- 1963：600-"Grand Mercedes"，有豪華的梅賽德斯稱號。
- 1963：230SL-"Pagoda"
- 1964：300 SE rally car
- 1965：S系列-S系列名稱正式定名。
- 1966：300SEL 6.3
- 1968：220-新世代轎車，E系列前身。
- 1969：C111Concept -一款概念車，第一具四轉子引擎。
- 1972：W107 350SL
- 1974：450SEL 6.9
- 1977：W123-梅賽德斯-賓士第一輛旅行車。
- 1978：300SD-梅賽德斯-賓士第一輛柴油渦輪車。
- 1979：500SEL和G系列
- 1983：190E 2.3–16
- 1989：AMG Mercedes 190E 2.5-16 EVO II（英语：Mercedes-Benz W201）
- 1989：300SL, 500SL
- 1990：500E
- 1991：600SEL-當時世界最豪華，售價最高的車款之一。
- 1993：C系列-入門級車款C系列名稱正式定名。
- 1995：C43 AMG
- 1995：SL73 AMG, 7.3 V12
- 1996：SLK系列-新創立小型雙座硬頂敞篷跑車系列，配備了當時少見的機械自動起閉式硬頂，是此類車頂設計的先驅車種之一。
- 1997：A系列-新創立小型都會用車，首創三明治夾層式底盤，潰縮式車體設計概念先驅。
- 1997：M系列-"LSUV"，首創運動型多用途車級距，帶起休旅車流行車潮。
- 1998：CLK-GTR-ITC 世界房車錦標賽冠軍車市售款。
- 2004：SLR McLaren-AMG與英國F1車廠 Mclaren 迈凯伦汽车合作的超級跑車，俱有F1賽車類同的車鼻和蝴蝶車門。
- 2004：CLS系列- "four-door coupé"，首創四門轎跑車級距。
- 2007：BlueTec-柴油潔淨能源科技，搭載在E320、GL320、ML320及R320車款上。
- 2009：SLS AMG-AMG首款獨立研發車款，向300SL致敬的超級跑車，俱有復古鷗翼車門設計。
- 2013：CLA系列-CLA在風阻係數創下了量產車的新紀錄。CLA180BlueEfficiency風阻係數達0.22Cd，比Toyota Prius的0.25Cd更低。
- 2015：AMG-GT和Mercedes-Maybach S600
- 2018：賓士maybach%20g650%20landaulet

## 梅賽德斯-AMG
AMG本來是一家獨立的賓士專業改裝廠。1999年被收購成為子公司Mercedes-AMG，除了負責開發與提供Mercedes-Benz車輛專用的外觀、內裝、性能與底盤相關的原廠升級套件外，也負責生產與調校各車系最頂級車型，推出包括A45 AMG、E63 AMG、SL65 AMG在內，車身型號中掛有「AMG」之名、搭載大排氣量引擎/機械增壓/渦輪增壓的高性能車款。2014年，Mercedes-AMG購入義大利大型重機製造廠MV Agusta25%的股權，但AMG不會干預MV Agusta的自主發展，雙方將會在行銷上進行跨市場合作，擴大彼此客群。2015年發表自主開發的跑車AMG GT(S)及首款比Mercedes原生車款更運動化，但又比Mercedes-AMG低階的入門性能車款AMG Sport。首發為代號:W205的C450 AMG 及（C292）GLE 450 AMG Coupe和（W166）GLE 450 AMG。
除此之外，AMG也外賣引擎給一些少量生產的超級跑車廠，例如義大利車廠帕加尼旗下的Zonda、Huayra，英國車廠奧斯頓馬丁旗下的DB10等車款。

## 車輛競技

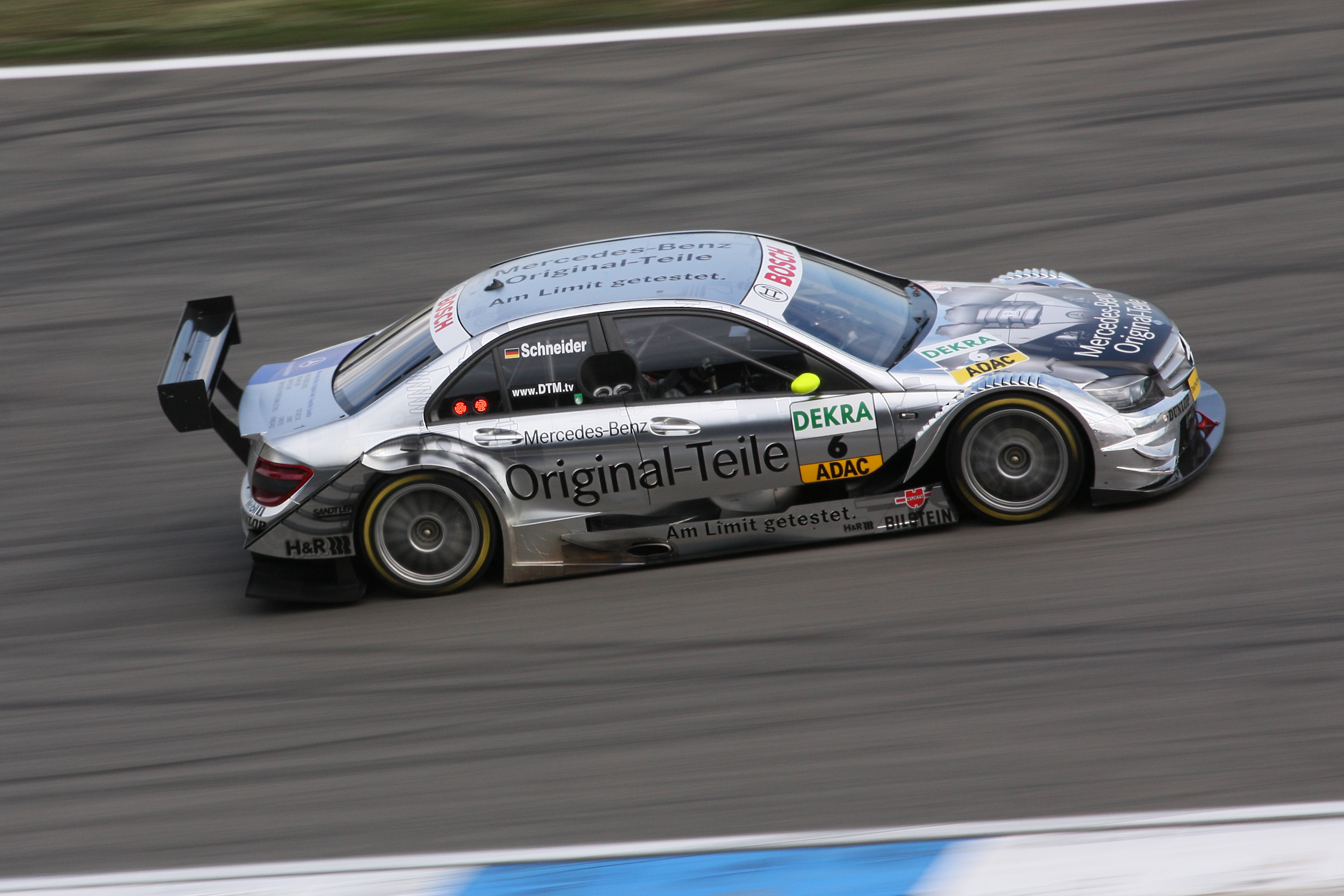
德国房车赛2008赛季梅赛德斯-奔驰赛车，駕駛者為德國車手贝恩德·施奈德（Bernd Schneider）。

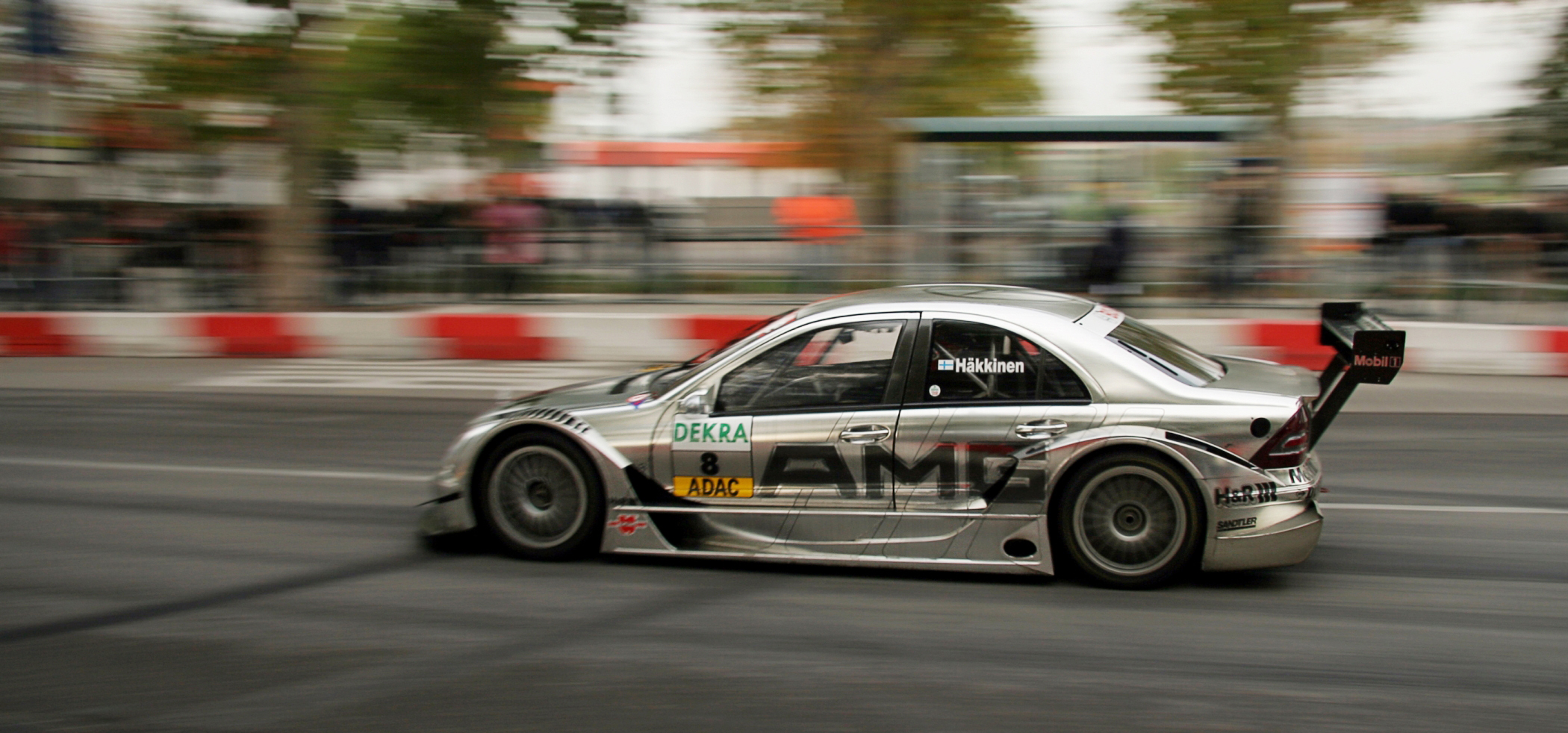
米卡·哈基宁驾驶梅赛德斯-奔驰DTM赛车参加德国斯图加特的Stars and Cars表演賽

### 一級方程式賽車
早在1930年代賽車運動的啟蒙時期，梅賽德斯-賓士就已開始涉入格蘭披治大賽的領域。在當時主政的納粹黨大力金援下，包括梅賽德斯-賓士與汽車聯盟（今日奧迪車廠的前身之一）等德國汽車品牌的車隊，以德國國家代表隊（又經常被稱呼為「銀箭」車隊，Silver Arrows）的身份囊括了1932年之後所有的歐洲格蘭披治大賽（European Grand Prix Championship）冠軍。直至二次世界大戰前，因為時局動盪而暫時停止對國際性賽車活動的參與。
1950年時世界一級方程式賽車開始舉辦，而梅賽德斯-賓士則是在1954年時以「戴姆勒-賓士公司」（Daimler-Benz AG）作為隊名重返賽車界，開發出W196賽車，而1954年賽季半途才離開瑪莎拉蒂車隊加入梅賽德斯-賓士的胡安·曼努埃爾·方吉歐則成為該廠旗下第一位F1車手，在1954年7月4日舉辦的法國大獎賽中首度出賽，並贏得當年的車手冠軍。該車隊在1955年賽季原本也擁有非常優異的表現，旗下兩名最重要的車手方吉歐與史德靈·摩斯輪流拿下5個分站的冠軍，但是在1955年6月11日發生的利曼慘劇中，代表梅賽德斯-賓士參加利曼24小時耐久賽的法國車手皮耶·列文在高速直線道的末端與對手擦撞失控、撞擊路邊之後騰空並解體，著火的車體碎片射入直線道末端的觀眾席，造成列文本人與83名觀眾死亡，超過百餘人受傷。在這次重大的意外之後梅賽德斯-賓士全面撤出所有的賽車活動，從此從賽道上銷聲匿跡。
在離開賽車場超過30年之後，梅賽德斯-賓士在1990年代初期開始進行重返F1賽場的佈局。一開始時該廠是與英國賽車工程公司伊爾摩（Ilmor）合作，由梅賽德斯-賓士提供引擎本體，再由伊爾摩進行調校之後，以伊爾摩的名義成為1991年賽季萊頓房產車隊（Leyton House Racing）的引擎供應商。1992年賽季萊頓房產車隊改回原本的馬爾齊（March）隊名並繼續由伊爾摩供應梅賽德斯-賓士基礎的引擎，除此之外伊爾摩也成為泰利爾車隊的引擎供應商。
1993年時，梅賽德斯-賓士擴大對伊爾摩的持股，並且透過其成為索伯車隊（Sauber）的實際引擎供應者。雖然在官方名義上索伯車隊在1993年賽季中並沒有冠名引擎供應商，但該車隊的引擎上蓋卻可以看到「Powered by Mercedes-Benz」的字樣。1994年賽季是「梅賽德斯-賓士」這個名字正式重返F1場上的第一年，這一年除了以車廠本名作為索伯車隊的冠名贊助商之外，也透過伊爾摩的名義同時供應引擎給新成立的太平洋車隊（Pacific Racing）。
1995年時，由於原本與梅賽德斯-賓士合作並獲得不錯成績的索伯車隊改簽下福特作為引擎供應商，梅賽德斯-賓士轉與以英國沃金（Woking）為基地的邁凱輪車隊合作，並且在1998年時拿下車隊冠軍，以及1998及1999兩年，芬蘭飛人米卡·哈基寧所贏得的車手冠軍。2000年，當時梅賽德斯-賓士的母集團戴姆勒-克萊斯勒買入了邁凱輪集團40%的股份。2008年，邁凱輪車隊英國新秀車手路易斯·漢密爾頓奪下車手冠軍。
2001年時伊爾摩的靈魂人物、創辦人之一的保羅·摩根（Paul Morgan）因為駕駛古董飛機發生空難而身亡，原經營團隊淡出，當時梅賽德斯-賓士的母集團戴姆勒-克萊斯勒增加持股率至55%而成為絕對大股東，並將該公司更名為梅賽德斯-伊爾摩（Mercedes-Ilmor）。2005年時伊爾摩成為戴姆勒-克萊斯勒集團的獨資子公司，並改名成「梅賽德斯-賓士高性能引擎公司」（Mercedes-Benz High Performance Engines Ltd.），也就是之後的梅赛德斯AMG高性能动力总成（Mercedes AMG High Performance Powertrains）。2009年開始，梅賽德斯AMG高性能動力總成同時供應引擎給邁凱輪車隊、布朗車隊以及印度力量車隊。2014年加入供應威廉斯車隊。2015年加入供應蓮花車隊。
2009年戴姆勒集團買下當年的冠軍布朗車隊後，開始回售手中的邁凱輪持份。2012年，戴姆勒集團已不再擁有邁凱輪任何股份。而梅賽德斯-賓士和邁凱輪車隊的引擎贊助合約則到2014賽季。2015年賽季邁凱輪車隊結束與梅賽德斯-賓士二十年的合作，改採用本田引擎動力。
戴姆勒收購布朗車隊後，2010年賽季更名為梅賽德斯GP車隊，之後再以旗下高性能改裝部門AMG品牌，冠名為梅賽德斯AMG車隊。2014年賽季，梅賽德斯AMG車隊19個分站中取得18次桿位，12次取下前排1-2起跑位置，16次分站冠軍，強勢奪得年度車隊冠軍。旗下車手路易斯·漢密爾頓、尼可·羅斯堡包辦了年度車手冠亞軍。更創下自1969年F1賽季後，全賽季19個分站中，所有分站桿位的賽車引擎都來自梅賽德斯-賓士的驚人記錄。

### 房車賽
德國房車賽
- 梅賽德斯AMG DTM車隊
  - HWA車隊（HWA Team）
  - Mücke Motorsport車隊（Mücke Motorsport）

## 爭議事件

### 中国大陆
- 瀝青阻尼片致癌：

2013年3月15日，中國的中央電視台報導包括梅賽德斯-賓士、BMW與奧迪在內的豪華車品牌車內有可疑異味，而異味的根源是以瀝青材料製造的隔音阻尼板，懷疑車廠為了節約成本，使用了在歐洲早已停用20多年、可能散發揮發性一級致癌物的瀝青作為阻尼板材料。被提及的車種包括了由戴姆勒集團在中國的合資企業、北京奔馳所生產的C系列與E系列車款。
幾家車廠在知悉此報導之後紛紛進行了內部測試並發佈澄清訊息。車廠方面的發言主要提及中國製造的幾款新車所使用之瀝青阻尼片的材料與其他國家生產的新車相同，並且也符合歐美各國的環保材料規定。問題的癥結在於報導中誤把阻尼片中的瀝青以為是揮發性較高、具有毒性的焦油瀝青（coal tar pitch volatiles），但車廠實際使用的是蒸餾溫度高達攝氏400度、揮發性與毒性極低的高分子聚合物改性瀝青（SBS Modified Bitumen），後者屬於石油瀝青（petroleum asphalt）一類。針對此爭議，各車廠分別提出希望中國政府能將車內空氣品質標準從推薦性指南升級成強制性法規、讓車廠得以依法選擇材料、通過檢測避免爭議的意見。除此之外，各車廠雖然提出澄清，但此報導是否會造成中國製造的外國品牌新車之銷售衝擊，也是另一個不確定因素。
- 反垄断调查：

2014年8月5日，中国国家发改委反垄断调查人员查访了奔驰驻上海办事处进行反垄断调查，多名奔驰高階主管被约谈，調查人員也查扣了多台電腦。
- 高階主管辱骂中国人：

2016年11月20日，賓士汽車駐中國德籍高管Rainer Gaertner在北京順義一別墅小區，和小区就停车问题发生糾紛，骂道：「我來中國一年了。到這裡我明白的第一件事就是，你們中國人都是雜種（狗娘）養的！」，其后還向圍觀群眾噴灑辣椒水，導致一人眼睛受傷。Rainer Gaertner後遭免職。
- 达赖引语广告：

2018年2月6日，奔驰在Instagram上发布一则引用西藏流亡政府精神领袖第十四世达赖喇嘛引语“從不同角度審視境遇，你的視野會更廣闊”的广告后，遭到中国网民强烈反对，自行删帖子并道歉。奔驰中国分公司在新浪微博发布的致歉聲明迴避了「達賴喇嘛」字眼，也沒有開放留言討論。
- 定速巡航失灵：

2018年3月14日晚，河南通往陕西的连霍高速发生奔驰巡航定速失灵120km/h高速通过收费站事件，2019年4月15日，车主薛立山于新浪微博表示将于一个礼拜时间内正式起诉北京奔驰汽车有限公司。
- 新车未離店就壞不予退换：

2019年3月22日，客人薛春艳在奔驰西安利之星4S店（母公司利星行曾为奔驰中国最大的股东）购买奔驰轿车，提车时還沒開出店面发现仪表盘报错，检修后确定发动机漏油。在之后的15天内反覆檢修爭論，该店方案从退款、换车变成只能换发动机。4月9日车主再次赴店维权并向工商部门投诉。工商和质监机构分别前去了解，店当晚答复确有此事但已协商好，双方签订处理协议但具体方案不方便透露。4月11日，车主9日在4S店维权的视频被大量转发。12日薛春艳称根本没達成任何協議，都是奔驰官方或4S店發布假新聞。4月13日，车主与调查组见面，进一步提出了维修期间没有给车主配备用车、买车时被欺瞞強刷金融服务费1.5萬人民幣且没开发票等问题，并提出八点诉求。並表明自己是讀書十多年的碩士，並非沒受教育者，但此次事件讓她發現即使是如此形象高端的大公司，不用鬧的也無法伸張權利。4月14日，西安市互联网信息办公室发布消息称，西安市场监管部门已责成利之星4S店尽快落实退车退款事宜，同时通报称，西安高新区市场监管部门已对利之星4S店经营情况进行检查，对利之星4S店涉嫌质量问题进行立案调查，对涉事车辆进行依法封存，并委托法定检测机构进行技术检测；对利之星4S店负责人行政约谈，并要求该店通知奔驰中国公司协助进行调查。新華社於微博發文為此事件批判賓士。

### 引用
1. ↑  . International Business Times. 2012年1月6日  [2012年12月23日]. （原始内容存档于2020年9月20日） （英语）.
2. 1 2  . Daimler AG. 2008年4月17日  [2009-11-18]. （原始内容存档于2012-01-20） （英语）.
3. ↑  . 中國網. 2013年3月20日  [2013年4月24日]. （原始内容存档于2020年8月8日） （英语）.
4. ↑  . 中國網江蘇頻道. 2013年3月19日  [2013年4月24日]. （原始内容存档于2015年3月26日） （中文（中国大陆））.
5. ↑  . 雅虎汽車. 2013年4月1日  [2013年4月24日]. （原始内容存档于2013年8月27日） （中文（中国大陆））.
6. ↑  . 新浪財經. 2013年3月27日  [2013年4月24日]. （原始内容存档于2020年9月17日） （中文（中国大陆））.
7. ↑  .   [2014-08-06]. （原始内容存档于2014-08-10）.
8. ↑  .   [2018-02-07]. （原始内容存档于2018-02-08）.
9. ↑  . 华尔街日报. 2018-02-07  [2018-02-08]. （原始内容存档于2018-02-08）.
10. ↑  . 苹果日报 (台湾). 2018-02-06  [2018-02-08]. （原始内容存档于2018-02-08）.
11. ↑  .   [2019-04-15]. （原始内容存档于2019-04-15）.
12. ↑  . http.   [2019-04-14]. （原始内容存档于2019-04-14）.
13. ↑  . auto.163.com.   [2019-04-14]. （原始内容存档于2019-04-14）.
14. ↑  李涛; 戴幼卿. 张翟 , 编. . 北京青年报 (杭州网). 2019-04-11  [2019-04-13]. （原始内容存档于2019-04-13）.
15. ↑  . 陕西都市快报 (新浪财经). 2019-04-13  [2019-04-13]. （原始内容存档于2019-04-13）.
16. ↑  王瑞文. 李劼 , 编. . 新京报. 2019-04-11  [2019-04-13]. （原始内容存档于2019-04-12）.
17. ↑  杨蓓蕾 (编). . 陕西都市快报 (华商网). 2019-04-12  [2019-04-13]. （原始内容存档于2019-04-13）.
18. ↑  吴荣奎; 张彤; 王瑞文; 孙晓萌; 陈小兵. . 新京报 (新浪新闻). 2019-04-14  [2019-04-13]. （原始内容存档于2019-04-13）.
19. ↑  辛倬. 刘伟 , 编. . 西安网. 2019-04-13  [2019-04-13]. （原始内容存档于2019-04-13）.
20. ↑  . 新浪新闻.   [2019-04-13]. （原始内容存档于2019-04-13）.
21. ↑  . 观察者网 (观察者网). 2019年4月14日  [2019年4月14日]. （原始内容存档于2019年4月14日）.
22. ↑  .   [2019-04-14]. （原始内容存档于2019-04-14）.
23. ↑  新华网评"西安奔驰车事件":买辆车而已 怎么这么乱 （页面存档备份，存于），新华网，2019-04-15

### 延伸阅读
- Adler, Dennis. . New York: HarperCollins. 2006. ISBN 0060890266.
- Appel, Holger; Hein, Christoph.  [The DaimlerChrysler Deal] updated and expanded. München: Wilhelm Heyne. 2000. ISBN 345316508X （德语）.
- Barthel, Manfred.  [Daimler-Benz: The Technology]. Mainz: v. Hase & Koehler. 1986  [2021-11-09]. ISBN 3775811168. （原始内容存档于2021-11-09） （德语）.
- Becker, Alfred. . Stuttgart: Daimler-Benz. 1986. OCLC 220449416.
- Daimler AG. . Göttingen: Steidl Verlag. 2012. ISBN 9783869309835.
- Dallison, Ken. . Montvale, NJ, USA: Mercedes-Benz of North America. 1986. ISBN 0936573007.
- Grässlin, Jürgen.  [The Daimler Disaster: From a model company to a restructuring case?]. München: Droemer. 2005. ISBN 3426272679 （德语）.
- Gregor, Neil. . New Haven, CT, USA; London: Yale University Press. 1998. ISBN 0300072430.
- Hamburger Stiftung für Sozialgeschichte (编).  [The Daimler-Benz Book: An armaments company in the "Thousand Year Reich"]. Nördlingen, Germany: Delphi Politik / Greno. 1987. ISBN 3891909500 （德语）.
- Hirschel, H.  [100 Years of Daimler-Benz Automobiles 1886-1986]. Mercedes-Benz in aller Welt. Zeitschrift für die Freunde des Hauses Daimler-Benz, no. 199. Stuttgart-Untertürkheim: Daimler-Benz. 1986. OCLC 472985331 （德语）.
- Hoppe, Heinz C. . München: Südwest Verlag. 1992  [2022-05-02]. ISBN 3517013609. （原始内容存档于2021-11-09）.
- Kimes, Beverly Rae. . Montvale, NJ, USA: Mercedes-Benz of North America. 1986  [2021-11-09]. ISBN 0936573015. （原始内容存档于2021-11-09）.
- Kruk, Max; Lingnau, Gerold.  [100 Years Daimler-Benz: The Firm]. Mainz: v. Hase & Koehler. 1986  [2021-11-09]. ISBN 3775811176. （原始内容存档于2021-11-09） （德语）.
- Maier-Leibnitz, Heinz (编).  [Witnesses of Knowledge: On the occasion of the "100 years of the automobile" anniversary 1886-1986]. Mainz: v. Hase & Koehler. 1986. ISBN 3775811117.
- Vlasic, Bill; Stertz, Bradley A. . New York: William Morrow. 2000. ISBN 0688173055.
- Waller, David.  rev. and updated. London: Coronet. 2001. ISBN 0340770376.
- Walz, Werner; Niemann, Harry.  [Daimler-Benz: where the car began] 6th. Konstanz, Germany: Verlag Stadler. 1997. ISBN 3797703643 （德语）.

## 外部連結
- 官方网站
- 梅賽德斯－香港製作視頻 （页面存档备份，存于）
- 梅賽德斯－平治 官方的X（前Twitter）
- 梅賽德斯－平治 官方的Instagram帳戶
- 梅赛德斯-奔驰的新浪微博